# Bryodelphax iohannis
Bryodelphax iohannis är en djurart som tillhör fylumet trögkrypare, och som beskrevs av Bertolani, Guidi och Rebecchi 1995. Bryodelphax iohannis ingår i släktet Bryodelphax och familjen Echiniscidae. Inga underarter finns listade i Catalogue of Life.